# Samurai Jack: The Amulet of Time
Samurai Jack: The Amulet of Time ist ein Actionspiel für Game Boy Advance. Es erschien am 25. März 2003. Das Spiel basiert auf der Serie Samurai Jack.

## Spielprinzip
Samurai Jack: The Amulet of Time ist ein Actionspiel. Man steuert den Charakter Jack. Das Spiel folgt Jacks Suche durch sieben Gebiete, um die elementaren Edelsteinstücke eines Amuletts zu erhalten, die ihn in seine eigene Zeit zurückversetzen kann. Je mehr Edelsteine gesammelt werden, desto mehr Waffen und Fähigkeiten von Jack werden freigeschaltet, beispielsweise ein Supersprung und ein Kampfhammer.

## Rezeption
Samurai Jack: The Amulet of Time erhielt durchschnittliche Kritiken. Laut Metacritic bekam das Spiel eine Punktzahl von 63/100 Punkten. Craig Harris von IGN bezeichnete die Ähnlichkeiten des Spiels mit Metroid und den Castlevania-Spielen als gutes Design, kritisiert wurde die Mangel an Originalität.